# Bisfenol A
Bisfenol A (BPA) je organická sloučenina ze skupiny bisfenolů, která se využívá při výrobě plastů. Jedná se o derivát difenylmethanu. Systematický název pro látku je 4,4′-(propan-2,2-diyl)difenol. Název 2,2-bis(4-hydroxyfenyl)propan není preferovaný, jelikož funkční skupina není vyjádřena koncovkou, ale předponou.

## Výroba
Bisfenol A se připravuje chemickou reakcí fenolu s acetonem v kyselém prostředí.

## Využití
BPA se používá jako monomer při výrobě polykarbonátů, a ty se využívají při výrobě např. CD a DVD, kojeneckých lahví, barelů na vodu, sportovních pomůcek, plastových příborů, dóz na potraviny, ale také ve stomatologii, stavebnictví, elektronice nebo medicíně.
Používá se také pro výrobu termocitlivých papírů, na které se tisknou například některé jízdenky, účty v obchodech nebo stvrzenky v bankomatech.
Jeho celosvětová produkce činí kolem tří milionů tun ročně a roste.
Avšak pro jeho škodlivost je v některých aplikacích nahrazován jinými bisfenoly, např. bisfenolem S (BPS), který ale také může představovat riziko pro reprodukci.

## Vlivy na zdraví
Při pokusech na zvířatech se ukázalo, že vystavení bisfenolu A během nitroděložního vývoje ovlivňuje vývoj prsní tkáně plodu a zvyšuje riziko výskytu rakoviny prsu v pozdějším věku, a také způsobuje úbytek spermií u mužů.

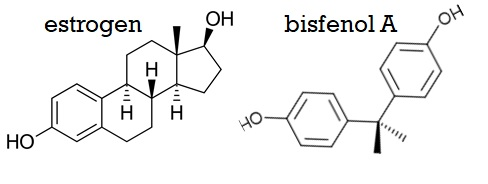
Srovnání bisfenolu A a estrogenu na strukturním vzorci. Estrogenní receptory bisfenoly od estrogenu nerozliší.

Vedou se polemiky, zda BPA způsobuje onemocnění srdce nebo cukrovku, jelikož při těchto nemocech je často prokázána vyšší hladina BPA.  Výzkum prováděný u mužských zaměstnanců továren vystavených vysokým koncentracím BPA ukázal, že měli čtyřikrát vyšší frekvenci problémů s erekcí a sedmkrát častěji problémy s ejakulací.
Metaanalýza ukázala, že BPA zvyšuje riziko obezity. Působí přes interleukin 17A.
Ukazuje se, že BPA má vliv na rozvoj ADHD.
Výsledky studie prováděné v USA v letech 2003-2006 a publikované v listopadu 2010 nasvědčují tomu, že má bisfenol A (a podobně také triclosan) negativní účinky na fungování imunitního systému člověka. Podle závěrů této studie bude žádoucí prozkoumat mechanismy, které se těchto účincích podílejí a také jaké expozice (z hlediska množství a času) mají významný vliv na imunitní systém a na náchylnost k nemocem (a jejich vážnost) v pozdějších obdobích lidského života.
Bisfenol A je stále nejhojnějším bisfenolem[zdroj?], a proto regulace směřovaly proti němu (FDA: 2012), nicméně stejné či vyšší riziko představují i ostatní bisfenoly - což je pro veřejné zdraví zásadní, protože od té doby, co je veřejnost obeznáměnější s toxickými efekty BPA obsah ostatních bisfenolů ve výrobcích stoupá.
Bisfenol A je nalezitelný v moči 93 % Američanů a v 82 % textilu. Byl nalezen i v 91 % Evropanů. Nejčastěji dochází k expozici skrze plastové obaly potravin (PET láhev, nápojová plechovka s vnitřní plastovou vrstvou), uzávěry plechovek, kuchyňské nádobí či z tetrapacku (BPA je nejčastější složkou polykarbonátů). BPA se také používá jako v epoxidové pryskyřici, ze které pochází např. laminát.
Toxická dávka je 5 mg/kg, letální 40 mg/kg. Absorbance z textilu je zanedbatelná[zdroj?], v potravinách byla natolik vysoká, aby FDA označila r. 2010 látku za nebezpečnou. Roku 2011 FDA zakázala jejich použití v kojeneckých lahvích a firmy začaly nálepkovat své produkty jako BPA free, produkty, které nejsou v kontaktu s potravinami ale regulacemi dosud zasaženy nebyly, přestože z výzkumů na měření hladiny BPA pokladních před a po směně vyplývá, že pokladní může být vystaven až 90,52 mg/kg za rok skrze účtenky. Bisfenoly bývají totiž potaženy magazínové papíry či účtenky pro lepší odolnost.
U lidí vystavených BPA bylo naměřeno snížení IQ o 5 bodů vlivem působení na dopamin v prefrontální kůře.[zdroj?] Uvažuje se o spojení se steatohepatitidou, hyperaktivitou, rakovinou prostaty a prsu.
EFSA jako autoritativní evropská instituce vydala začátkem roku 2015 po nových rozsáhlých studiích prohlášení, že BPA není zdrojem rizika a to ani pro novorozené děti, pokud jsou dodrženy předepsané migrační limity. Některé studie nepotvrdily, že jde o endokrinní disruptor.[zdroj?] Přesto existují vědecké studie, které jej za endokrinní disruptor považují.
BPA je od 2. světové války používán jako monomer pro výrobu epoxidových pryskyřic pro konzervový lak. Je tedy chemicky zabudován. Je také jednou z dlouhodobě nejsledovanějších a nejtestovanějších chemických látek.
Francouzský soud 17. června 2015 pak revidoval své původní rozhodnutí o zákazu používání polykarbonátu na bázi BPA pro kojenecké lahve.

## Regulace
Roku 1980 byla stanovena maximální dávka bezpečné absorbance jako 50 mg/kg. Tato hranice se snižovala až k dnešním 5 mg/kg (toxický limit).
Roku 2002 Stockholmská úmluva zařadila mezi "dirty dozen" také bisfenolům příbuzné polychlorované bifenyly, které mají podobné toxické efekty.
Roku 2010 označila FDA bisfenol jako nebezpečnou látku.
Od 1. června 2011 se v Evropské unii nesmějí prodávat kojenecké láhve s obsahem bisfenolu A. Nicméně podle zjištění organizace Greenpeace byly v obchodní síti v ČR prodávány ještě za účinnosti zákazu.
V dubnu 2012 švédská vláda ohlásila zákaz použití bisfenolu A v obalech potravin určených dětem do 3 let věku.
EFSA chce snížit maximální tolerovanou dávku na 0,04 ng/kg

### Dokumenty
- (anglicky) Bisphenol A (BPA) Contaminating Our Food: The Undeniable Truth About Plastics and Canned Foods